# KNSB Schaats Open Dag
De KNSB Schaats Open Dag is een door de KNSB georganiseerd evenement dat de officiële opening van het schaatsseizoen inluidt.

## De open dagen

### 2006
Op 25 oktober 2006 vond deze dag voor het eerst plaats in Thialf (Heerenveen). Alle Nederlandse schaatsploegen waren aanwezig met hun rijders, die allen een training afwerkten voor het publiek. Tevens waren de ploegen voor het shorttrack en kunstrijden aanwezig en gaf ex-schaatsster Annamarie Thomas een demonstratie ijsdansen, samen met haar ijsdanspartner Trevor. Na de demonstraties en trainingen kreeg het publiek de kans om zelf de schaatsen onder te binden en het ijs te betreden.

### 2007
Op 20 oktober 2007 werd voor de tweede keer dit evenement plaats. Ditmaal presenteerde marathonschaatser en zanger Erik Hulzebosch de hele dag en zong enkele liederen, vanwege zijn deelname en winst bij het muziekprogramma So You Wanna Be a Popstar.

### 2008
Op 22 oktober 2008 kwam er een vernieuwde opzet. Tijdens deze derde open dag staan er vier ijsbanen ter beschikking: Thialf (Heerenveen), IJsbaan Twente (Enschede), De Uithof (Den Haag) en de Vechtsebanen (Utrecht). Welke schaatsers precies waarnaartoe gaan, blijft nog een verrassing.

### 2009
Op 24 oktober 2009 worden er vijf ijsbanen opengesteld: naast Thialf in Heerenveen, IJsbaan Twente in Enschede en De Uithof in Den Haag zijn voor het eerst ook De Meent in Alkmaar en de splinternieuwe Ireen Wüst IJsbaan in Tilburg te bewonderen.

### 2010
In combinatie met de nieuwe hoofdsponsor KPN werden er dit jaar tijdens het KPN NK Afstanden in het KPN Clubhuis allerlei activiteiten georganiseerd, zoals handtekeningensessies. Na afloop van elke dag werd er een optreden verzorgd door Syb van der Ploeg.

### 2011
Op zaterdag 15 oktober organiseert de Deventer IJsclub de 42ste IJsselcup op ijsbaan De Scheg in Deventer. Daarmee is de traditionele openingswedstrijd van het seizoen terug op de schaatskalender. Samen met de Eissportverein Berlin zullen ook Jenny Wolf, Monique Angermüller, Isabell Ost en Katrin Mattscherodt aanwezig zijn.